# 監獄局
監獄局（かんごくきょく）は、戦前期の内務省、のち司法省の内部部局の一つ。

## 概要
警視局獄事課の事務を移管する形で内務省の内部部局として1879年（明治12年）7月に設置される。局内に庶務・会計・計表・受付の各課を置いた。1885年（明治18年）6月に廃局となり、警保局第三部に事務を移管した。
1897年（明治30年）7月に内務省の内部部局として再設置され、局内に獄務・計表の2課を置いた。1900年（明治33年）7月に廃局となり、司法省に事務を移管した。
その後、法務府、法務省などの内部部局として、その名称も行刑局、刑政局、矯正保護局などの変遷を経て、1952年（昭和27年）矯正局となった。

## 歴代局長
内務省監獄局長
- 石井邦猷：1879年7月18日 - 1885年4月18日
- （代理）小原重哉：1885年4月23日 - 1885年6月25日（廃局）
- （兼）寺原長輝：1897年8月6日 - 1898年1月21日（再設置）
- （心得）牧朴真：1898年1月24日 - 1898年7月5日
- （兼）小倉久：1898年7月5日 - 1898年11月7日
- （心得）小河滋次郎：1898年11月7日 - 1898年11月28日
- 小池靖一：1898年11月28日 - 1899年4月7日
- 大久保利武：1899年4月7日 - 1900年1月19日
- 久保田貫一：1900年1月19日 - 1900年7月1日（廃局）

司法省監獄局長
- 久保田貫一：1900年7月1日 - 1906年1月6日
- 河村譲三郎：1906年1月11日 - 1907年6月13日
- 小山温：1907年6月13日 - 1911年11月30日
- 谷田三郎：1911年11月30日 - 1921年6月13日
- 山岡萬之助：1921年6月13日 - 1922年5月26日（司法省行刑局に改編）